# 揚·霍巴納
揚·霍巴納（羅馬尼亞語：Ion Hobana，1931年1月25日—2011年2月22日）是羅馬尼亞科幻小說作家、文學評論家、幽浮學家。曾任不明空中現象研究協會主席，也是該組織的建立者之一。
在1970年代，他與儒勒·韋斯伯格合著了幾本關於UFO現象的書籍。1998年，同一批對UFO現象感興趣的專家建立了不明空中現象研究協會（ASFAN），並當選主席。
2011年病逝於布加勒斯特，享壽80歲。

## 獲獎
- 1972年，其小說《Vîrsta de aur a anticipației românești》獲得歐洲科幻協會獎（德语：European Science Fiction Society Award）[7]。
- 1980年，其著作《尋找儒勒·凡爾納的二萬里》獲得歐洲科幻協會獎[8]。

## 外部連結
- 揚·霍巴納在互联网电影资料库（IMDb）上的資料（英文）